# Lijst van voetbalinterlands Mongolië - Sri Lanka
Deze lijst van voetbalinterlands is een overzicht van alle officiële voetbalinterlands tussen de nationale teams van Mongolië en Sri Lanka. De landen hebben tot nu toe twee keer tegen elkaar gespeeld. De eerste ontmoeting, een kwalificatiewedstrijd voor de AFC Challenge Cup 2014, werd gespeeld in Vientiane (Laos) op 6 maart 2013. Het laatste duel, een groepswedstrijd tijdens de AFC Solidarity Cup 2016, vond plaats op 6 november 2016 in Kuching (Maleisië).

## Wedstrijden
| № | Plaats    | Datum           | Competitie                          | Wedstrijd            | Uitslag |
| - | --------- | --------------- | ----------------------------------- | -------------------- | ------- |
| 1 | Vientiane | 6 maart 2013    | AFC Challenge Cup 2014 kwalificatie | Sri Lanka − Mongolië | 3 − 0   |
| 2 | Kuching   | 6 november 2016 | AFC Solidarity Cup 2016             | Mongolië − Sri Lanka | 2 − 0   |

## Samenvatting
| Competitie                     | Totaal gespeeld | Winst Mongolië | Gelijk | Winst Sri Lanka | Doelsaldo Mongolië – Sri Lanka |
| ------------------------------ | --------------- | -------------- | ------ | --------------- | ------------------------------ |
| AFC Challenge Cup-kwalificatie | 1               | 0              | 0      | 1               | 0 − 3                          |
| AFC Solidarity Cup             | 1               | 1              | 0      | 0               | 2 − 0                          |
| Totaal                         | 2               | 1              | 0      | 1               | 2 − 3                          |

MFF · Mongolisch vrouwenelftal
Interlands
Tegenstander:
Afghanistan ·
Azerbeidzjan ·
Bangladesh ·
Bhutan ·
Brunei ·
Cambodja ·
Filipijnen ·
Georgië ·
Guam ·
Hongkong ·
India ·
Japan ·
Jemen ·
Kirgizië ·
Koeweit ·
Laos ·
Libanon ·
Macau ·
Malediven ·
Maleisië ·
Mauritius ·
Myanmar ·
Noord-Korea ·
Oezbekistan ·
Oost-Timor ·
Palestina ·
Saoedi-Arabië ·
Singapore ·
Sri Lanka ·
Tadzjikistan ·
Taiwan ·
Tanzania ·
Vanuatu ·
Vietnam ·
Zuid-Korea
FSL ·
A-internationals ·
Sri Lankaans vrouwenelftal
Afghanistan ·
Bahrein ·
Bangladesh ·
Bhutan ·
Brunei ·
Cambodja ·
China ·
DDR ·
Filipijnen ·
Guam ·
Hongkong ·
India ·
Indonesië ·
Irak ·
Iran ·
Japan ·
Jemen ·
Jordanië ·
Kirgizië ·
Laos ·
Libanon ·
Macau ·
Malediven ·
Maleisië ·
Mongolië ·
Myanmar ·
Nepal ·
Noord-Korea ·
Oezbekistan ·
Oman ·
Pakistan ·
Palestina ·
Papoea-Nieuw-Guinea ·
Qatar ·
Saoedi-Arabië ·
Seychellen ·
Singapore ·
Soedan ·
Syrië ·
Tadzjikistan ·
Taiwan ·
Thailand ·
Turkmenistan ·
Verenigde Arabische Emiraten ·
Vietnam ·
Zuid-Korea